# Retrato de Julia, Lady Peel
El Retrato de Julia, Lady Peel es un retrato de 1827 del artista inglés Sir Thomas Lawrence, que representa a Julia Peel, esposa del político Sir Robert Peel. Julia se casó con Peel en 1820. Cuando posó para Lawrence, su esposo era el ministro del Interior y posteriormente fue dos veces primer ministro del Reino Unido (1834-1835, 1841-1846).
Se exhibió en la Exposición de Verano de la Real Academia en 1827. La pintura fue vendida por su nieto en 1896. Ahora se encuentra en la Colección Frick en la Ciudad de Nueva York.